# Nekrolog 2001
Nekrolog
◄◄
| ◄
| 1997
| 1998
| 1999
| 2000
| 2001 | 2002 | 2003 | 2004 | 2005 | ► | ►►
Januar |
Februar |
März |
April |
Mai |
Juni |
Juli |
August |
September |
Oktober |
November |
Dezember 
Weitere Ereignisse | Allgemeiner Nekrolog 2001
Die Beschreibung der verstorbenen Person sollte so kurz wie möglich gehalten sein und nur deren signifikante Tätigkeit(en) enthalten.
Neue Namen ggf. auch unter dem Geburts- und Sterbedatum, also etwa unter 1. Januar und im Geburts- und Sterbejahr (2024) eintragen (nur bei entsprechender großer Wichtigkeit). Für Beispiele siehe die schon vorhandenen Artikel.
Außerdem über die fünf zuletzt Verstorbenen, zu denen es einen ausreichend guten Artikel für eine Präsentation auf der Hauptseite gibt, nach der todesbedingten Überarbeitung der Artikel ggf. auch unter Wikipedia Diskussion:Hauptseite informieren und sie am besten auch in den anderen Wikipedia-Sprachversionen eintragen. Tipp: Regelmäßig bei news.google.de nach „ist tot“, „gestorben“ oder „verstorben“ suchen.
Wenn eine Person gestorben ist, gibt es viele Seiten zu dieser Person in der Wikipedia, die davon auch betroffen sind und entsprechend aktualisiert werden müssen. Beispiele: Namenübersichtsseite, Geburtsjahr, Geburtsort-Seiten und viele mehr.
Wie finde ich die betroffenen Seiten?
Im Suchfeld auf der linken Seite gibt man den Suchbegriff so ein: „Vorname Nachname“. Dann klickt man auf Volltext und alle Seiten mit entsprechendem Suchtext werden aufgerufen. Hier sieht man dann schnell, wo auch das Todesjahr Sinn macht oder sogar ein Teil des Artikels angepasst werden muss. Auch hilft das „Werkzeug“ auf der linken Seite sehr gut, um solche Seiten aufzufinden: „Links auf diese Seite“. Somit ist die Wikipedia wieder aktuell in allen Bereichen! Hinweis: bei Eintragung der Kategorie „Gestorben JAHR“ wird der Missbrauchsfilter 49 ausgelöst, was jedoch nicht schlimm ist. Siehe: Spezial:Missbrauchsfilter/49
Dies ist eine Liste von im Jahr 2001 verstorbenen bekannten Persönlichkeiten. Die Einträge erfolgen innerhalb der einzelnen Daten alphabetisch sortiert. Tiere sind im Nekrolog für Tiere zu finden.
Die Liste ist nach Monaten aufgeteilt:
- Nekrolog Januar 2001
- Nekrolog Februar 2001
- Nekrolog März 2001
- Nekrolog April 2001
- Nekrolog Mai 2001
- Nekrolog Juni 2001
- Nekrolog Juli 2001
- Nekrolog August 2001
- Nekrolog September 2001
- Nekrolog Oktober 2001
- Nekrolog November 2001
- Nekrolog Dezember 2001

## Datum unbekannt
| Juri Michailowitsch Alexandrow     | russischer Komponist                                                               |  |
| Horst J. Andel                     | deutscher Journalist                                                               |  |
| Aziz Aqrawi                        | kurdisch-irakischer Politiker                                                      |  |
| Vasco Are                          | italienischer Künstler                                                             |  |
| Rahim Bakhsh                       | afghanischer Sänger und Musiker                                                    |  |
| Hans Joachim Barth                 | deutscher Kirchenmusiker, Autor und Komponist                                      |  |
| Kunibert Becker                    | deutscher Politiker (CDU) und Bürgermeister                                        |  |
| Heinrich Besserer                  | deutscher Unternehmer                                                              |  |
| Aslanbek Germanowitsch Bissultanow | sowjetischer Ringer                                                                |  |
| Kurt Borm                          | deutscher Mediziner, Tötungsarzt der Aktion T4 in der Zeit des Nationalsozialismus |  |
| Ursula Borsodi                     | ungarisch-deutsche Sängerin und Schauspielerin                                     |  |
| Heinz Breloh                       | deutscher Künstler                                                                 |  |
| Howard Brown                       | kanadischer Pianist, Cembalist und Musikpädagoge                                   |  |
| Werner Bunzel                      | deutscher Radrennfahrer                                                            |  |
| Omero Capozzoli                    | uruguayischer Maler und Cineast                                                    |  |
| Sonia Cox                          | neuseeländische Badmintonspielerin                                                 |  |
| Petre Dănică                       | rumänischer Politiker (PCR)                                                        |  |
| Luise Dreyer-Sachsenberg           | deutsche Filmeditorin                                                              |  |
| Marie Ducrot                       | französische Organistin                                                            |  |
| Richard Eberle                     | deutscher bildender Künstler und Kunstpädagoge                                     |  |
| Hanni Erxleben                     | deutsche Biochemikerin                                                             |  |
| Andreas Fakudze                    | eswatinischer Politiker                                                            |  |
| Helmut Feuchtinger                 | deutscher Kommunalpolitiker (CSU)                                                  |  |
| E. Lee Francis                     | US-amerikanischer Politiker                                                        |  |
| Jacques Germain                    | französischer Maler und Grafiker                                                   |  |
| Remy Giacomini                     | san-marinesischer Politiker                                                        |  |
| Pierre Gossez                      | französischer Jazz-, Unterhaltungs- und Studiomusiker (Saxophon, Klarinette)       |  |
| Francisco de Assis Grieco          | brasilianischer Diplomat                                                           |  |
| Friedrich-Wilhelm Grunewald        | deutscher General                                                                  |  |
| Ze’ev Hadari                       | israelischer Nukleartechniker und Hochschullehrer                                  |  |
| Karlheinz Hottes                   | deutscher Geograph                                                                 |  |
| Jean Hougron                       | französischer Schriftsteller                                                       |  |
| Fritz Kaudewitz                    | deutscher Genetiker                                                                |  |
| Sergej Kraigher                    | jugoslawischer Politiker und Vorsitzender des Staatspräsidiums Jugoslawiens        |  |
| Immanuel Kroeker                   | deutscher Architekt und Hochschullehrer                                            |  |
| Manfred Kursawa                    | deutscher Fußballfunktionär                                                        |  |
| Aveline Kushi                      | japanische Autorin, Vertreterin der Makrobiotik                                    |  |
| Franz Lachinger                    | österreichischer Ordensgeistlicher                                                 |  |
| Sture Lagercrantz                  | schwedischer Ethnograph und Hochschullehrer                                        |  |
| Reg Leafe                          | britischer Fußballschiedsrichter                                                   |  |
| Gertrud Lehmann-Waldschütz         | deutsche Autorin                                                                   |  |
| Theo Löbsack                       | deutscher Schriftsteller, Publizist, Journalist                                    |  |
| Hermann Lorenz                     | letzter Henker der DDR und damit Deutschlands                                      |  |
| Karl-Heinz Lorey                   | deutscher Architekt                                                                |  |
| Hans Maurer                        | deutscher Architekt                                                                |  |
| Heinz Günter Mebusch               | deutscher Fotograf                                                                 |  |
| Walter Mellmann                    | deutscher Bildhauer und Grafiker                                                   |  |
| Manuel Merino                      | spanischer Kameramann                                                              |  |
| Marcos Miranda Guedes              | portugiesischer Architekt                                                          |  |
| Waldemar Müller                    | deutscher Hörfunkmoderator                                                         |  |
| Hans Münch                         | deutscher Arzt                                                                     |  |
| Takera Narita                      | japanischer Bildhauer                                                              |  |
| Gheorghe Negrea                    | rumänischer Boxer                                                                  |  |
| Nguyễn Văn Bổng                    | vietnamesischer Schriftsteller                                                     |  |
| Juan José Novo                     | argentinischer Fußballspieler                                                      |  |
| Antonia Palacios                   | venezolanische Schriftstellerin                                                    |  |
| Tyohepte Pale                      | burkinischer Künstler der afrikanischen Ethnie der Lobi                            |  |
| Herbert Pepper                     | französischer Musikethnologe und Komponist                                         |  |
| Heinz Peters                       | deutscher Opernsänger (Bass) und Opernregisseur                                    |  |
| Raúl Planas                        | kubanischer Musiker                                                                |  |
| Vern Pullens                       | US-amerikanischer Rockabilly-Musiker                                               |  |
| Justin Rakotoniaina                | madagassischer Diplomat und Politiker                                              |  |
| Klaus Richter                      | deutscher Buchautor, Biologe und Hochschullehrer                                   |  |
| Tommy Roberts                      | englischer Fußballspieler                                                          |  |
| Carlos Luis Sancha                 | britischer Porträtmaler                                                            |  |
| Willem Sassen                      | niederländischer Nationalsozialist und SS-Mann, Interviewer von Adolf Eichmann     |  |
| Michael Schäfer                    | deutscher Tierarzt, Reiter, Pferdezüchter und -verhaltensforscher                  |  |
| Mohammad Husseini Schirazi         | irakischer Großajatollah                                                           |  |
| Ludwig Schirmer                    | deutscher Fotograf                                                                 |  |
| Hartmut Scholz                     | deutscher Bahnradsportler                                                          |  |
| Werner Schöniger                   | deutscher Dirigent und Generalmusikdirektor                                        |  |
| Günter-Matthias Schönnenbeck       | deutscher Brigadegeneral                                                           |  |
| Horst Schubert                     | deutscher Mathematiker                                                             |  |
| Carl-Wolfgang Schümann             | deutscher Kunsthistoriker                                                          |  |
| Werner Schwipps                    | deutscher Sachbuchautor                                                            |  |
| Daniel Sénélar                     | französischer Maler, Zeichner und Grafiker                                         |  |
| Josef Volkmar Senz                 | deutscher Heimat- und Volksforscher                                                |  |
| Hans Siebe                         | deutscher Schriftsteller                                                           |  |
| Cees Smal                          | niederländischer Jazzmusiker                                                       |  |
| Tamara Michailowna Smirnowa        | sowjetische Astronomin                                                             |  |
| Günter Sonneborn                   | deutscher Komponist, Musikproduzent und Musikbearbeiter                            |  |
| Christine Stadler                  | deutsche Bildhauerin und Keramikerin                                               |  |
| Alon Talmi                         | israelischer Chemiker                                                              |  |
| Tan King Gwan                      | indonesischer Badmintonspieler                                                     |  |
| Harry Thumann                      | deutscher Musiker                                                                  |  |
| Wladimir Iwanowitsch Trussenjow    | sowjetischer Diskuswerfer                                                          |  |
| Zoltan Vamoș                       | rumänischer Leichtathlet                                                           |  |
| Kyra Vayne                         | russische Opernsängerin (Sopran)                                                   |  |
| Johnny Warangkula Jupurrula        | australischer Maler                                                                |  |
| Alexander Wecker-Bergheim          | deutscher Maler                                                                    |  |
| Eric Westwood                      | englischer Fußballspieler                                                          |  |
| Hanna Wolff                        | deutsche Psychotherapeutin, Theologin und Autorin                                  |  |
| Zheng Dekun                        | chinesischer Archäologe                                                            |  |